# Licenza di pilota privato
La licenza di pilota privato (PPL, Private Pilot Licence) è la prima certificazione ottenibile che abilita a pilotare un aereo per scopi privati, ovvero senza alcuna forma di remunerazione. Si definisce, invece, brevetto di volo la certificazione di tipo militare.

## Caratteristiche
Per iscriversi a una scuola di volo il candidato deve aver compiuto almeno 16 anni, deve sottoporsi a una visita medica presso un esaminatore aeromedico (AME) e deve ottenere come minimo il certificato di idoneità di seconda classe. Tale certificato è rinnovabile ogni cinque anni fino al compimento del quarantesimo anno di età, anno in cui è necessario sottoporsi ad accertamenti medici ogni due anni per poterlo rinnovare. Al compimento del cinquantesimo anno di età il certificato ha una validità di 12 mesi.
Dopo l'iscrizione alla scuola di volo, il candidato deve aver compiuto almeno il diciassettesimo anno di età e deve avere al proprio attivo come minimo 45 ore di volo per poter sostenere gli esami e ottenere la licenza. Le prime 12 ore devono essere effettuate a doppio comando con un istruttore di volo , dopodiché, superando un breve esame teorico e un esame pratico, si otterrà l'attestato di allievo pilota (Student Pilot Certificate) con cui sarà possibile effettuare voli d'addestramento anche come solo-pilota (Single Pilot, S.P., circa 10 ore di volo) previa autorizzazione del proprio istruttore di volo o del direttore della scuola, ed entro un raggio limite dal campo base (270 miglia nautiche). Occorre inoltre frequentare il corso teorico di circa 150 ore, e superare l'esame ministeriale.
Part FCL di EASA (e prima le regole JAR) prevederebbe che l'allievo che avesse già maturato ore di volo su aliante, ultraleggero o elicottero, potrebbe avere una detrazione pari al 35% delle ore fatte sulle minime per avere il PPL, con un massimo di 10 ore di credito formativo. Ulteriori 5 ore possono essere fatte su un simulatore di volo certificato. Inoltre, il credito formativo consentirebbe all'allievo di sostenere solo una parte delle materie di esame teorico e non tutte. Nondimeno, i piloti italiani di aliante non hanno attualmente modo di convertire la propria licenza ENAC nella analoga licenza EASA, a meno che non si tratti di istruttori di alianti. La burocrazia penalizza perciò coloro che vogliano integrare la propria licenza di pilota di aliante in licenza PPL. 
Per mantenere il brevetto valido occorre un check con istruttore abilitato a bordo ogni 24 mesi, e realizzare un minimo di 12 ore di volo ogni 2 anni, sebbene molti AeroClub richiedano la frequenza di un volo ogni mese per poter volare come pilota responsabile, altrimenti sarà necessario un volo di ripresa con l'istruttore.
La licenza PPL consente il trasporto di persone, esclusivamente a titolo gratuito. Per il lavoro aereo occorre la CPL, ovvero la licenza di pilota commerciale.
La PPL può essere integrata con abilitazioni, che consentono per esempio di pilotare aerei multi-motore a pistoni (MEP), motore turbocompresso, carrello retrattile, elica a passo variabile, carrello biciclo, idrovolanti, biplani, volo a vista (VFR) notturno, volo strumentale (IFR) e altro.
È necessaria l'abilitazione alla fonia della lingua italiana aeronautica, e se si va all'estero è obbligatoria la fonia in lingua inglese (dopo il conseguimento del brevetto di pilota privato), mentre è sempre obbligatoria la fonia in lingua inglese al conseguimento del brevetto di pilota commerciale.